# Elecciones estatales de Penang de 1964
Las elecciones estatales de Penang de 1964 tuvieron lugar el 25 de abril del mencionado año con el objetivo de renovar los 24 escaños de la Asamblea Legislativa Estatal, que a su vez investiría a un Ministro Principal para el período 1964-1969. Se realizaron al mismo tiempo que las elecciones federales para el Dewan Rakyat a nivel nacional.
Triunfó por tercera vez consecutiva la Alianza con Wong Pow Nee, de la Asociación China de Malasia (MCA), resultando reelegido como Ministro Principal. El oficialismo obtuvo 18 de los 24 escaños, aunque perdió la mayoría absoluta del voto popular, al recibir solo el 46.97% de los sufragios. En segundo lugar quedó el Frente Socialista de los Pueblos Malayos, que perdió casi toda su representación parlamentaria, quedando reducida a dos escaños, y obtuvo el 32.89% de los votos. En tercer lugar por voto popular quedó el Partido Democrático Unido (UDP), que recibió el 16.84%. Sin embargo, se convirtió en el principal partido opositor al lograr 4 escaños.

## Resultados
|  | 23.91 % |

|  | 41.67 % |

|  | 18.83 % |

|  | 25.00 % |

|  | 4.23 % |

|  | 8.33 % |

|  | 46.97 % |

|  | 75.00 % |

|  | 23.19 % |

|  | 8.33 % |

|  | 9.70 % |

|  | 0.00 % |

|  | 32.89 % |

|  | 8.33 % |

|  | 16.84 % |

|  | 16.67 % |

|  | 2.15 % |

|  | 0.00 % |

|  | 0.53 % |

|  | 0.00 % |

|  | 0.33 % |

|  | 0.00 % |

|  | 0.29 % |

|  | 0.00 % |